# Li Fuji
Li Fuji (chinesisch 李复幾 / 李复几, Pinyin Lǐ Fùjī, W.-G. Li Fu-chi) (* 27. November 1885 in Shanghai; † September 1947 in Zigong, Sichuan) gilt als der erste Chinese überhaupt, der in Physik promoviert hat. In der westlichen Literatur ist er unter dem Namen Li Fo Ki bekannt.
Li Fuji war der Sohn eines Ministers aus der Provinz Fujian. Er studierte ab dem Winter 1901 in London am Finsbury College und am King’s College. Am 18. Mai 1906 immatrikulierte er sich an der Philosophischen Fakultät der Rheinischen Friedrich-Wilhelms-Universität Bonn als Student der Naturwissenschaften. Bei dem Physiker Heinrich Kayser, einem Experten auf dem Gebiet der Spektroskopie, fertigte Li Fuji seine Dissertation zum Thema „Spektroskopische Untersuchungen über P. Lenards Theorie der Spektren der Alkali-Metalle“ an. Die Promotion erfolgte am 5. März 1907. Später kehrte Li Fuji nach China zurück und arbeitete für die Han-ye-ping-Corporation. Ab 1933 lebte er in Suzhou.
Anlässlich einer Kooperationsvereinbarung der Universität Bonn mit der Jiaotong-Universität Shanghai wurde an ihn als einen Wegbereiter der deutsch-chinesischen Zusammenarbeit im Bereich der Wissenschaft erinnert.